# NGC 988
NGC 988 (również PGC 9843) – galaktyka spiralna z poprzeczką (SBc), znajdująca się w gwiazdozbiorze Wieloryba. Odkrył ją Édouard Jean-Marie Stephan w 1880 roku. Galaktyka ta jest częściowo zasłonięta przez gwiazdę siódmej wielkości HD 16152.